# Отприщен гроб
„Отприщен гроб“ (на английски: The Running Grave) е детективски роман от 2023 г., написан от Джоан Роулинг и публикуван под псевдонима Робърт Галбрейт. Това е седмият роман от поредицата детективски романи за Корморан Страйк.
В България романът е издаден на 4 декември 2023 г. от издателство „Колибри“ в превод на Надя Баева.

## Сюжет
Сър Колин Еденсор, пенсиониран висш държавен служител, се свързва с Корморан Страйк и Робин Елакот. Той им обяснява, че Уил, неговият син с аутизъм, е хванат в психологическите лапи на сектата на Универсалната хуманитарна църква. Откакто се присъединява към култа, Уил сприра всякакъв контакт със семейството си. Той дори не присъства на погребението на майка си. В момента се смята, че живее във ферма в Норфолк.
Корморан открива, че сектата е далечен наследник на секта, активна през 60-те до 80-те години на миналия век, общността Ейлмъртън, където в детството си Корморан и полусестра му Луси са останали за няколко месеца по време на скитанията на майка им. По-късно общността е разпусната, когато лидерите ѝ са арестувани и осъдени за изнасилване на непълнолетни. Тогава Луси му разкрива изнасилванията, които е претърпяла под съучастническото око на Мадзу, която сега е част от ръководството на сектата.

## Отзиви
През първата седмица на продажба в Обединеното кралство са продадени 50 925 копия, което поставя книгата на първо място в официалния списък на 50-те най-продавани книги в Обединеното кралство.
Джоан Смит пише в Таймс, че книгата разкрива „изключителната издръжливост“ на Роулинг да остане в очите на обществеността, след като претърпява „жесток тормоз“, и също така показва нейната „силна симпатия към аутсайдера“. Джейк Керидж от Дейли Телеграф оценява книгата с 3 от 5 звезди, наричайки я „някои от най-завладяващите творби на писателката досега“, но задавайки въпроса „трябваше ли да бъде толкова дълга?“. Лора Уилсън от Гардиън казва, че е можело да има някакво „разумно подрязване“, но все пак е било „потапящо и в по-голямата си част заковаващо четиво“.